# Felix Riebl
 Felix Riebl (nascido em 1 de maio de 1981) é um cantor e compositor baseado em Melbourne. Ele é o co-fundador, líder da banda e principal compositor da banda internacionalmente aclamada The Cat Empire, que fez álbuns multi-platina e é o vencedor do World Music Aria Award de 2006 por seu álbum Cities.

## Primeiros anos
Felix Riebl nasceu em Melbourne de pai austríaco e mãe australiana. Ele passou a infância morando na Europa antes de voltar para a Austrália, quando ainda era adolescente. A infância de Riebl foi cercada por música: seu tio, Thomas, era professor de viola no Mozarteum Salzburg e membros da família, incluindo seu primo Misty, que era um aspirante a artista, estudando no Victorian College of the Arts, regularmente o levavam para sentar entre a Filarmônica de Viena.

De sua família, Riebl disse em uma entrevista ao Sydney Morning Herald que 
"Minha irmã é pianista clássica, meu irmão é cantor, e o irmão de papai é um famoso violonista na Áustria. Ouvimos muita música e dançamos muito e cantamos muito. Quanto mais velho fico, percebe-se que muito disso começa no início da família". 
 O irmão mais novo de Riebl, Max (n. 1991), cantou e tocou trompete na música "Miserere" no segundo álbum do The Cat Empire, Two Shoes.

## Carreira
Riebl co-fundou The Cat Empire com Ollie McGill e Ryan Monro em 1999. Ele foi o compositor principal do álbum de estréia auto-intitulado da banda, incluindo o único autor do primeiro single, "Hello". Além de seu papel como músico na banda, Riebl ajudou a produzir os álbuns Two Shoes e Cities.
Fora de seu trabalho com The Cat Empire, Riebl compôs músicas para o Australia Day Spectacular em Darling Harbour em 2013, nos Jogos da Commonwealth em Melbourne de 2006, O Dream Festival no Rio Yarra em 2009, e a primeira Noite Branca da Austrália em Melbourne, em 2013.
Em 2011, ele lançou seu primeiro álbum solo Into the Rain. O álbum apresentou várias composições originais, além de uma capa de "I'm on Fire", de Bruce Springsteen, que Riebl cita ao lado de Mark Knopfler e Bob Dylan como influências no álbum. O álbum foi um sucesso moderado, chegando ao 61º lugar na parada australiana de álbuns do iTunes.
Em dezembro de 2015, ele também lançou o EP Lonely Truth, com quatro faixas, como um teaser de seu segundo álbum solo. A música "Crocodiles", inspirada em uma viagem a Timor-Leste, foi lançada como single em janeiro de 2016.
Em janeiro de 2016, o coro do Projeto Pilbara estreou o ciclo de canções de Riebl no Pilbara.
Riebl lançou seu segundo álbum solo Paper Doors em 2 de setembro de 2016 para receber ótimas críticas. A Rolling Stone deu ao álbum 3,5 estrelas de 4, elogiando o Riebl como "muito mais que o vocalista de uma das bandas mais duradouras da Austrália". Paper Doors chegou ao 46º lugar no ranking da ARIA e ao 31º no iTunes australiano.
Em janeiro de 2017, Riebl lançou a música tributo "Ms Dhu" e um videoclipe que acompanha, após o lançamento do inquérito sobre a morte de Ms Dhu.

## Vida pessoal
Riebl reside em Fitzroy. Politicamente, ele se alinha com os Verdes.
Ele é embaixador da Fundação Indígena de Alfabetização, ao lado dos autores Richard Flanagan, David Malouf e William Barton. Riebl também esteve ativamente envolvido em campanhas para a 350.org, Market Forces, e a Australian Conservation Foundation sobre a conscientização e ação sobre mudanças climáticas.

## Discografia

### Solo
- Into the Rain (2010)
- Lonely Truth EP (2015)
- Paper Doors (2016)

### ComThe Cat Empire
- The Cat Empire (2003)
- Tapes, Breaks and Out-Takes (2003)
- Two Shoes (2005)
- Cities (2006)
- So Many Nights (2007)
- Live on Earth (2009)
- Cinema (2010)
- Steal the Light (2013)
- Rising with the Sun (2016)